# Хафпенни, Джилл
Джилл Ха́фпенни (англ. Jill Halfpenny; 15 июля 1975, Гейтсхед, Тайн и Уир, Англия, Великобритания) — британская актриса.

## Биография
Джилл Хафпенни родилась 15 июля 1975 года в Гейтсхеде (графство Тайн и Уир, Англия, Великобритания) в семье Колина Хафпенни (ум. в 1979) и Морин Хафпенни (в девичестве Митчелсон). Отец Джилл умер в 1979 году, когда ей было 4 года и два года спустя, в 1981 году, мать Хафпенни вышла замуж за брата своего умершего мужа — за Дерека Хафпенни.
Джилл дебютировала в кино в 1989 году, сыграв роль Николы Добсон в телесериале «Байкер-гроув», в котором она сыграла в 29-ти эпизодах до 1992 года. Всего Хафпенни сыграла в 26-ти фильмах и телесериалах.
С 3 февраля 2007 года Джилл замужем за актёром Крейгом Конуэйем (род.1975), с которым она не живёт вместе с декабря 2010 года. У супругов есть сын — Харви-Рис Хафпенни (род.03.05.2008).